# Quận Evans, Georgia
Quận Evans là một quận trong tiểu bang Georgia, Hoa Kỳ. Quận lỵ đóng ở thành phố Claxton 6. Theo điều tra dân số năm 2000 của Cục điều tra dân số Hoa Kỳ, quận có dân số 10.945 người 2. Năm 2007, ước tính dân số quận này là người.

## Địa lý
Theo Cục điều tra dân số Hoa Kỳ, quận có tổng diện tích 187 dặm vuông (484 km ²), trong đó, 185 dặm vuông (479 km ²) là đất và 2 dặm vuông (5 km ²) của nó (1,05%) là diện tích mặt nước. Nguồn nước chính tại quận này là sông Canoochee.

### Các xa lộ
- U.S. Route 25
- U.S. Route 280
- U.S. Route 301
- State Route 30
- State Route 73
- State Route 129
- State Route 169
- State Route 292